# تيسير (أعمال)

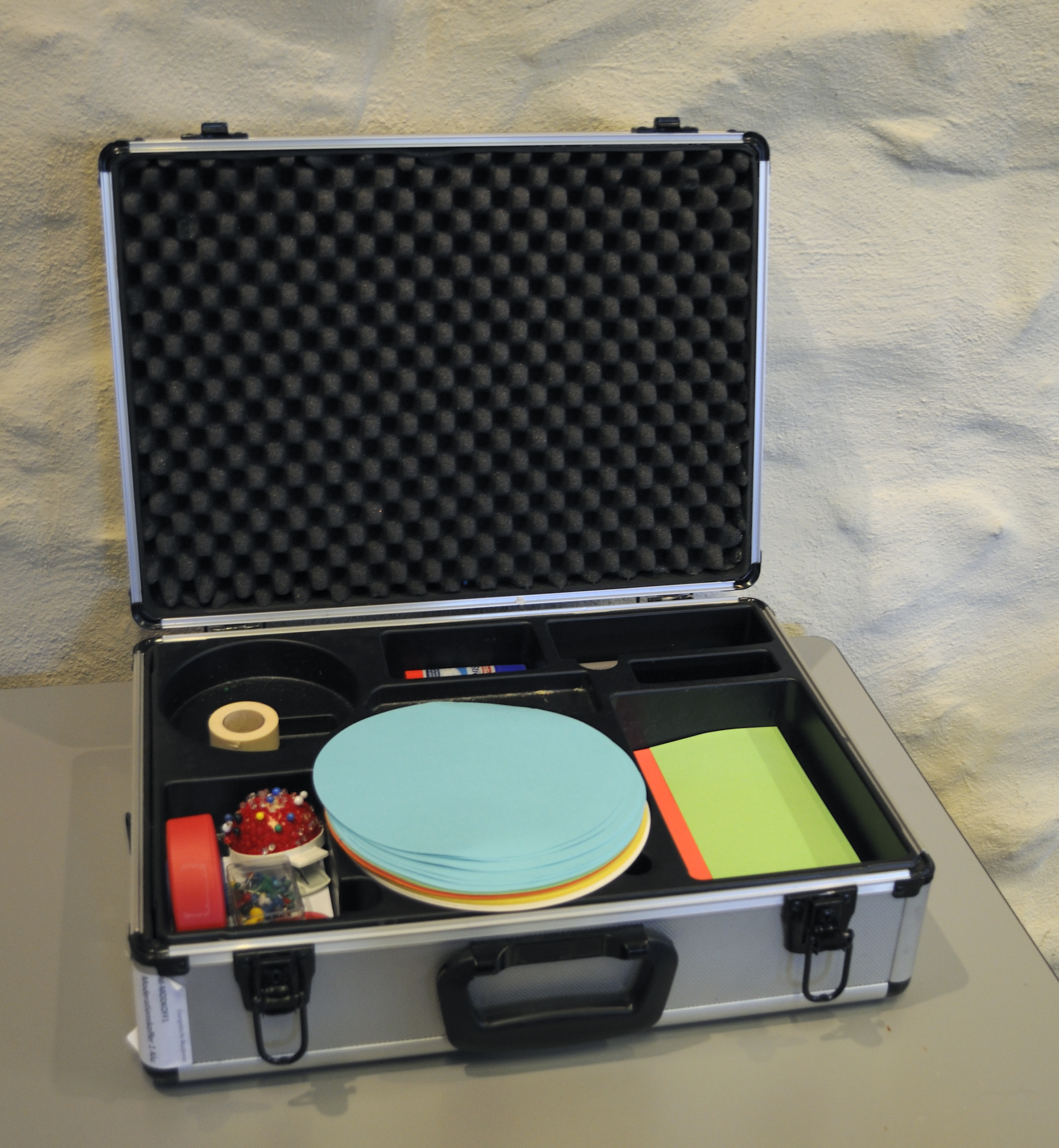

يشير التيسير في الأعمال وتنمية المنظمات وصنع القرار بالإجماع إلى عملية تصميم اجتماع ناجح وإدارته.
يُعنى التيسير بجميع المهام اللازمة لإدارة اجتماع مثمر ومُنصِف. يخدم التيسير احتياجات أي مجموعة تلتقي لهدف مشترك، سواء كانت تتخذ قرارًا أو تحل مشكلة أو ببساطة تتبادل الأفكار والمعلومات. وهو عملية لا تقود المجموعة ولا تحاول صرف الانتباه أو التسلية. يركز تفسير مختلف قليلاً بدقة أكبر على مجموعة منخرطة في التعلم التجريبي. يرتبط هذا على وجه الخصوص بالتعلم النشط ومفاهيم السلطة الوصائية. إنه مُشتمَل بتفاصيله في العمل البحثي لجون هيرون في جامعة سري والمركز الدولي للاستفسار التعاوني.

## النواحي
دور الميسر (انظر أدناه)
لم يظهر دور الميسر كمجموعة منفصلة من المهارات إلا في ثمانينيات القرن العشرين. لديه أوجه تشابه مع الأدوار التقليدية للرئيس أو السكرتير في الاجتماع ولكنه يتجاوزها للمشاركة بشكل فعال وتوجيه المجموعة نحو الإجماع على رأي.
وضع القواعد الأساسية
يُعد وضع القواعد الأساسية، الذي يُهمل غالبًا من قبل الأشخاص غير المدربين على التيسير،  عنصرًا جوهريًا في عملية التيسير، خاصة في الاجتماعات التي تُعقد لمناقشة المشاكل الصعبة أو التدريب. تُكرر هذه القواعد عادةً بشكل ما في بداية اجتماع أو ورشة عمل مُيسرة لضمان فهم المشاركين الأدوار المختلفة المستخدمة ومسؤوليات كل شخص. هناك نواحٍ معينة يُركّز عليها بدرجة عالية مثل:
- الانفتاح للاقتراحات
- البناء على ما هو موجود، لا هدم الأفكار
- السماح للآخرين بمساحة (للتحدث أو التعبير عن أنفسهم)
- الاحترام المتبادل
- أن الميسر لا يملك الموضوع المُناقش، وأن هوية ذلك المالك واضحة
- قواعد المشاركة مثل أوقات الاستراحات والإجراءات التي ستُعتمَد
- كيف ستُحل المشاكل وتُعالج
- أخيرًا، من المهم خلال الاجتماع أن يكون واضحًا عدمُ التوقع من صاحب الموضوع التدخل لفرض أفكار تتجاوز تحديد معايير للنظر فيها أو إعطاء لمحة. الميسر في هذا السياق يملك سير عملية الاجتماع.

ترتبط هذه جميعها ارتباطًا وثيقًا بفكرة التيسير أداةً للتمكين (في مكان العمل).
التشاور مع العميل
سيعمل الميسر مع عميل، وهو شخص في مؤسسة ما، أو مجموعة متنوعة من الأشخاص، يتواصل معهم ويدعو الميسر للمساعدة. سيحاول الميسرون فهم هدف الاجتماع ونتائجه من خلال مناقشته مع العميل.
اتخاذ الترتيبات اللازمة للاجتماع
سوف يرتِّب الميسر الترتيبات العملية أو يديرها. سينظرون أيضًا بالتفصيل في موقع الغرفة وتصميمها. سيبحثون عن محتوى الاجتماع بشكل مسبق لفهم سبب عقده وفهم أن جميع أصحاب المصلحة مدعوون وقادرون على الحضور.
وضع جدول الأعمال (الأجندة)
سيتفهمون بالتفصيل كيفية معالجة كل بند في جدول الأعمال والمدة التي ينبغي أن تستغرقها. باستخدام تقنيات متخصصة، سيسمحون للمشاركين بفهم جميع القضايا المطروحة وجميع مسارات العمل البديلة. يصمم الميسر العملية (جدول الأعمال) بناءً على مناقشاته مع المشاركين وخبرته بهذه العملية.
فهم قواعد المجموعة
لن يضعوا افتراضات حول طريقة تفاعل الناس، وسيحاولون التكيف مع أساليب الثقافات والمنظمات المختلفة.
فهم ديناميات المجموعة
في أثناء معالجة الجوانب العملية للاجتماع، يظلون على دراية بالأمور المخفية، سواء اللفظية أو غير اللفظية، والتي قد تشير إلى وجود مشاكل في المجموعة. قد يحاول الميسر مساعدة المجموعة في إدراكها هذه الأمور.

## دور الميسر
من المهم الإشارة إلى أن المهام والمسؤوليات الواردة أدناه لا تحتاج إلى تغطيتها بواسطة ميسّر واحد. غالبًا ما يُشارَك دور الميسر من قبل العديد من الأشخاص، فعلى سبيل المثال، قد يرتب شخص ما اللوجستيات قبل الاجتماع، وقد يضبط شخص آخر الوقت ويراقب جدول الأعمال في أثناء الاجتماع، وقد يكون شخص ثالث مسؤولًا عن تسجيل ما يُتّفَق عليه.
قبل الاجتماع، يقوم الميسرون بما يلي:
- البحث في محتوى الاجتماع
- معرفة الغرض والهدف (إن وجد) من الاجتماع
- تحديد من يجب عليه الحضور
- وضع مسودة جدول أعمال وتصميم عمليات المجموعة لتحقيق النتائج اللازمة
- مشاركة جدول الأعمال مع الحضور المحتملين، وتغييره حسب الضرورة
- التحقق من اطلاع الجميع بالكامل على الاجتماع وأن يعرفوا الغرض والنتائج المحتملة للاجتماع

خلال الاجتماع، يقوم الميسرون بما يلي:
- مراقبة جدول الأعمال
- ضبط الوقت
- إدارة عملية سير المجموعة
- تشجيع المشاركة من جميع الحاضرين
- مساعدة المشاركين على فهم وجهات نظر مختلفة
- تشجيع الحلول التي تضم وجهات نظر متنوعة
- إدارة سلوك المشارك
- خلق بيئة آمنة
- تعليم مهارات التفكير الجديدة وتسهيل أنشطة التفكير المنظم
- التسجيل (بأسلوب صياغة متفق عليه). وقد يسجلون أيضًا قضايا لم تُحل ملاحظاتٍ لتُناقش لاحقًا.

يجوز للميسر أن يكتب نتائج الاجتماع وينشرها إلى جميع المعنيين بمن فيهم أولئك الذين لم يتمكنوا من الحضور.

## شكل الاجتماع
يعني الاجتماع عادةً أن الجميع معًا في نفس الغرفة في نفس الوقت، وهذه هي الحالة الرئيسية التي يُمارَس فيها التيسير. نما المجال مع إدخال الاتصالات الحديثة ليشمل أشكالًا أخرى من الاجتماعات:
نفس الوقت ونفس المكان
الاجتماع التقليدي في غرفة بوجود جميع الأطراف حاضرة في نفس الوقت.
نفس الوقت ومكان مختلف
المؤتمرات عن بعد بوجود الأطراف في مواقع منفصلة أو مع بعضهم في اجتماعات فرعية موزعة جغرافيًا، كل ذلك باتصال صوتي / فيديو.
وقت مختلف ونفس المكان
اجتماع يركز على موقع مادي معين حيث يساهم الأشخاص في أثناء مرورهم. مثال على ذلك لوح ملاحظات مثبت على حائط و/أو ملصق عرض يسمح للأفراد بإضافة تعليقات عند مرورهم بجانبه. يُعتبر الاستبيان الذي يستخدم أجهزة كمبيوتر غير متصلة بالشبكة في كشك ما مثالًا لاجتماع «وقت مختلف ونفس المكان».
وقت مختلف ومكان مختلف
الاجتماع عبر موقع ويب مثل مجموعات المناقشة، والمنتديات، والمدونات، واليوزنت. هناك برنامج دعم قرار مجموعة متخصص على شبكة الإنترنت. تقع صفحات المناقشة في ويكيبيديا ضمن هذه الفئة.

## وصلات خارجية
- ATD: What Is Facilitation?